# Monophyllaea caulescens
Monophyllaea caulescens är en tvåhjärtbladig växtart som beskrevs av Brian Laurence Burtt. Monophyllaea caulescens ingår i släktet Monophyllaea och familjen Gesneriaceae. Inga underarter finns listade i Catalogue of Life.